# Katarina Ingesdotter
Katarina Ingesdotter av Sverige, född cirka 1100, var en svensk och genom giftermål dansk prinsessa, dotter till kung Inge den äldre och drottning Helena av Sverige och gift med prins Björn Haraldsson Järnsida av Danmark. 
Katarina ska ha varit Inges och Helenas tredje och yngsta dotter. Katarina är den minst kända av de tre systrarna. Hon har uppskattats vara född vid ungefär samma tid som hennes blivande make Björn, alltså omkring år 1100, vid en tidpunkt då hennes två äldre systrar redan var vuxna. Hennes far avled 1110 och efterträddes då i tur och ordning av sina brorsöner som Sveriges kungar. Det är inte känt om något av farsarvet tillföll Katarinas bror Ragnvald: däremot fick hennes syster Kristina aldrig del av arvet, då hon bodde alltför långt bort (Ryssland), medan däremot hennes andra syster Margareta Fredkulla delade sitt arv med sin brorsdotter Ingrid och sin systerdotter Ingeborg, Katarinas kusiner. Katarina själv bör också ha varit en av arvtagarna vid detta tillfälle.  
Knytlingasagan uppger att Katarina Ingesdotter gifte sig med Björn Haraldsson Järnsida, som beskrivs som en av sin fars äldsta söner och uppskattas ha varit född cirka år 1100, och paret antas ha varit någorlunda jämnåriga. Tidpunkten för deras giftermål är okänd. Såvitt är känt fick de endast ett barn; dottern Kristina, som senare blev Sveriges drottning genom sitt giftermål med kung Erik den helige. Kristina uppskattas ha blivit född omkring år 1122. Katarinas make deltog i de danska tronstriderna på sin farbror Erik Emune sida, men dräptes ändå av denne år 1134. 